# Alkiza
Alkiza est une municipalité rurale du centre du Guipuscoa, au nord-ouest de la région de Tolosaldea, à 27 kilomètres au sud de Saint-Sébastien dans la Communauté Autonome du Pays Basque. En 2016, elle comptait 346 habitants, dont 88,8% étaient bascophones. C'est une municipalité indépendante depuis 1731, auparavant elle dépendait de Tolosa et de Saint-Sébastien.
La place du village est située à 340 mètres d'altitude et abrite l'école, la mairie, le fronton et l'église paroissiale. La municipalité compte plus de 40 fermes et maisons dispersées.
Alkiza est relié à Anoeta et Asteasu par la route GI-3630. Le village d'Asteasu a été inauguré en 1952 et celui d'Anoeta en 1957. Jusque-là, les chemines ruraux reliaient Alkiza aux villes voisines.
Ses habitants sont surnommés oiloak en basque (les poulets).
La plus grande fête de la ville est le 8 septembre.

## Géographie
Alkiza est située à l'est du massif d'Hernio. Le territoire de la ville est principalement escarpé. La zone la plus plate est située au quartier d'Arana.
Le climat est typiquement océanique.
Comme le massif d'Hernio est une formation calcaire, il existe de nombreuses structures karstiques telles que des grottes, des gouffres et des dolines. De plus, certains ruisseaux qui traversent la municipalité restent secs s'il ne pleut pas beaucoup. Il en va de même pour la cascade d'Amixuri.
Le complexe Leize Haundia 2 / Sabe-saia est la structure karstique la plus importante d'Alkiza. Les deux grottes forment un système de 340 m de profond, avec 2 km de galeries et un ruisseau à l'intérieur.
Les sommets les plus remarquables sont Herniozabal (1010 m), Herniotxiki (820 m), Enaizpuru (731 m), Alluts (687 m) et Beleburu (619 m) à l'ouest et Mendiola (431 m) à l'est.
Un quart de la zone de conservation spéciale Hernio-Gazume (réseau Nature 2000) est situé dans la municipalité d'Alkiza.

### Hydrographie
Comme mentionné ci-dessus, Alkiza est une zone karstique, de sorte que les eaux de pluie et de dégel vont sous terre dans une large mesure. Pour cette raison, certains ruisseaux ne transportent de l'eau qu'en cas de précipitations intenses et, dans d'autres cas, il n'y a pas d'eaux de surface excepté dans certaines sections du chenal.
Les ruisseaux le plus importants sont :
- le ruisseau Mandabe, qui traverse le quartier d'Arana et se jette dans la rivière Oria à Anoeta. Il prend sa source dans le  Bidania erreka, où affluent les eaux du complexe Leize / Haundia 2 / Sabe-saia. Les habitants d'Alkiza pensaient que les eaux de cette source provenaient de l'autre côté de l'Hernio, en particulier de Bidania, d'où son nom.
- le ruisseau Aranguren est né à côté de la ferme du même nom et traverse le quartier d'Aldapa. Il se jette dans le ruisseau Asteasu, un affluent de l'Oria. Ce ruisseau s'appelle Arraiaga en aval du pont d'Egurrola.

## Municipalités adjacentes
Alkiza est limité au nord avec les municipalités de Larraul et Asteasu; au sud avec Hernialde, Tolosa, Albiztur et Bidania-Goiatz; à l'est avec Anoeta; et à l'ouest avec Errezil.

## Histoire
Les premières empreintes humaines à Alkiza remontent à l'âge du bronze. Les pièces en céramique de la grotte d'Olatzazpi et le tumulus funéraire Itzuregi en sont des exemples.

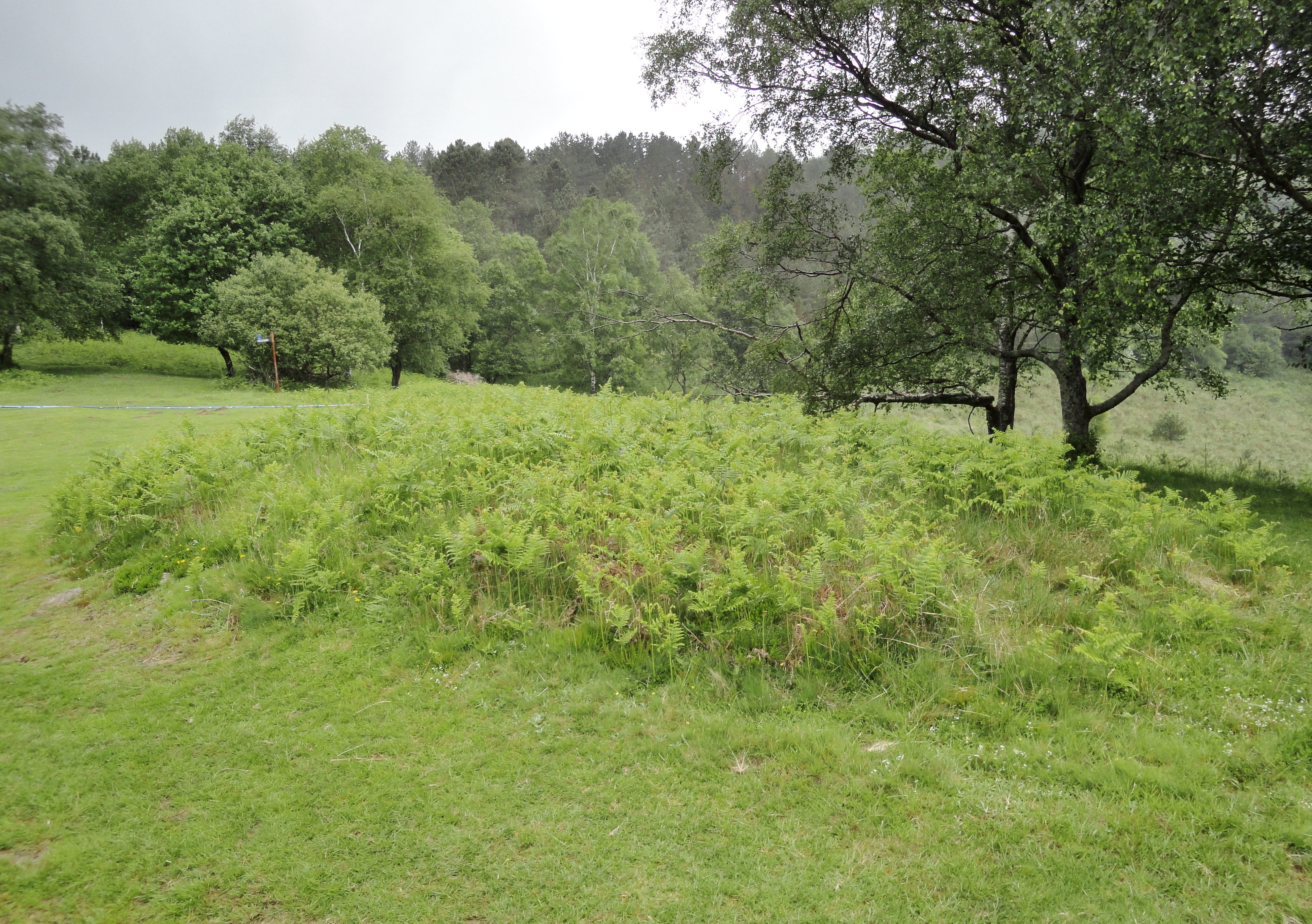
Le tumulus d'Itxurain

Les premières références écrites à Alkiza datent de 1348. En effet, sur ordre du roi de Castille Alphonse XI, une liste des nobles de Tolosa a été établie. Dans cette dernière, il y a plusieurs fermes d'Alkiza. La ville est mentionnée administrativement associée à Tolosa. En 1396, Tolosa reconnaît à Alkiza le droit de choisir son juré. En raison des taxes, Alkiza et d'autres villes de Tolosaldea ont eu des différends avec Tolosa à partir de 1435. Dans ce processus, en 1450, Alkiza a décidé de rejoindre Saint-Sébastien, mais cela ne s'est matérialisé légalement qu'en 1479, Tolosa et Saint-Sébastien ont signé un accord.
Entre les XVe et XVIIIe siècles, Alkiza s'est auto-gouverné en tant que conseil ouvert, bien que des jurés et des échevins aient également été nommés pour les décisions du quotidien.
À la fin du premier tiers du XVIIIe siècle, c'est un moment important de l'histoire d'Alkiza car elle devient enfin une municipalité. Le 21 janvier 1731, elle fut déclarée ville par le roi Phillippe V et séparée de Saint-Sébastien. La distance jusqu'à Saint-Sébastien était la raison principale pour mener à bien cette sécession. Miguel de Irazusta fut le premier maire. Cette même année, les limites d'Alkiza avec les villes adjacentes ont été officiellement définies et chacune des bornes a été désignée. La frontière d'Asteasu, par exemple, était délimitée par les bornes d'Olatza, d'Arizmendi, de Zalminaga et d'Arraiaga. 54 foyers constituaient la nouvelle commune.
En devenant une municipalité indépendante, Alkiza avait acquis le droit de participer aux assemblées générales du Guipuscoa, ce qui avait un coût économique et Alkiza a proposé de rejoindre Anoeta pour partager les dépenses. En 1742, les deux villes ont fondé le syndicat Ainssu pour leur représentation aux assemblées générales. L'accord avait une durée de vingt ans et a été renouvelé en 1762, 1781 et 1805. Ce dernier n'avait pas de délai d'achèvement.
En 1815, Hernialde a rejoint Ainssu et l'union élargie a été appelée Ainssuberreluz.
Au début du XIXe siècle, la privatisation des terres communales a eu lieu à Alkiza. Le premier mouvement s'est produit en raison des dettes dérivées de la guerre de la Convention, et ainsi en 1797 la ville a autorisé le conseil municipal à vendre des terres communales. La première vente aux enchères de terrains communaux a eu lieu en 1799 et le conseil municipal a vendu 53 lots. À partir de cette date, et ce jusqu'en 1814, le conseil municipal a organisé six enchères pour l'aliénation des terres communales. En 1810, d'autres marchandises ont été vendues aux enchères, comme les moulins Olaa et Goiko Errota dans le quartier d'Aldapa et Igaran dans le quartier d'Arana. À la fin du XVIIIe siècle, la moitié des terres de la municipalité étaient publiques et entre 1799 et 1845, le conseil municipal a mis aux enchères 682 parcelles communales ; le terrain communal a été réduit de 5,3 km2 à une superficie de 0,4 km2.
Cette privatisation a gravement affecté l'économie du conseil municipal. En fait, il a lui-même obtenu de grands apports économiques en vendant du bois de chauffage, du charbon de bois, des châtaignes et autres. Cela a causé, par exemple, la perte des notaires résidents qu'Alkiza avait de 1749 en 1801. Les gardes forestiers responsables des forêts municipales et des pépinières ont également disparu.

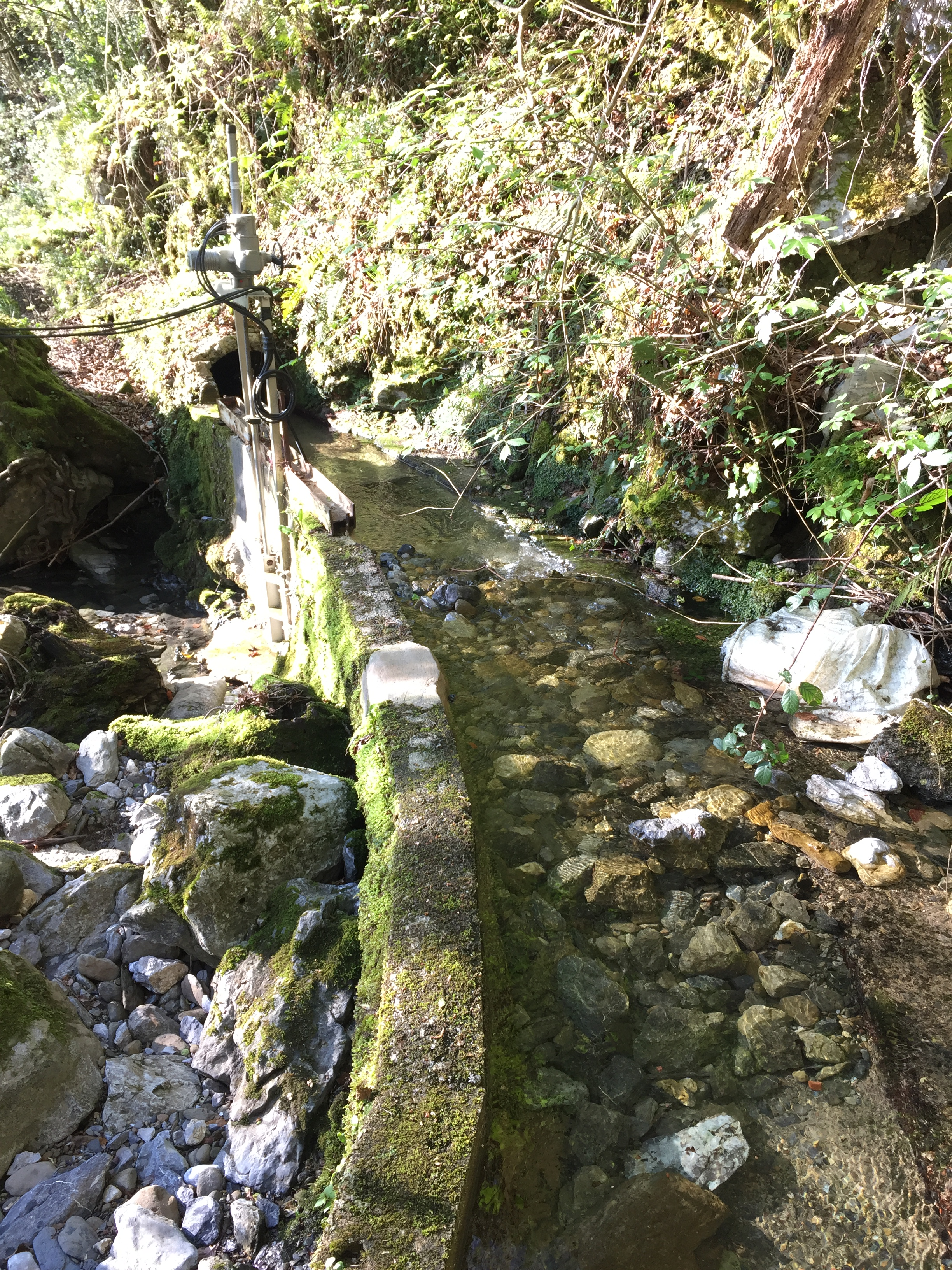
Canal d'approvisionnement d'Elektralkiza à la source dIlunbe erreka, où, également, de l'eau est collectée pour le réseau d'approvisionnement municipal.

Les deux guerres carlistes du 19e siècle ont eu peu d'effet sur Alkiza. Pendant la Première Guerre carliste, entre 1836 et 1838, les carlistes confisquèrent leurs fermes aux propriétaires libéraux et forcèrent les locataires à payer les loyers aux autorités carlistes. Pendant la troisième guerre carliste, le soi-disant incident d'Alkiza a eu lieu en 1873. Le prêtre et chef de guérilla carliste Santa Cruz était soupçonné d'être dans la zone du massif d'Hernio et les troupes libérales sont allées le chercher. Ils n'ont trouvé personne et ont décidé de descendre du col de Zelatun à Alkiza. En entrant dans la ville, ils ont été accueillis par des balles, mais les libéraux ont fini par expulsé les carlistes à la baïonnette. Il était fréquent que Santa Cruz se réfugie dans le presbytère d'Alkiza, dont le curé était un fervent carliste.
Le service postal a commencé en 1873 avec deux facteurs. L'un d'eux faisait la route Azpeitia-Alkiza-Larraul-Asteasu et l'autre, Tolosa-Alkiza-Larraul-Asteasu.
En 1885, le conseil municipal décida de faire installer le télégraphe et le téléphone. Ces services étaient basés dans la taverne municipale. Le téléphone n'a été étendu à tous les ménages de la municipalité qu'au début des années 1980.
Le conseil municipal a décidé en 1896 d'établir le système métrique dans la municipalité.
En 1911, quatre natifs d'Alkiza, Ignacio Urruzola, Eusebio Zubiaur, Markos Bengoa et Fermin Roteta ont construit une centrale hydroélectrique sur le terrain de la ferme Bentzalaga, sur le ruisseau Mandabe. De cette façon, l'électricité a pu atteindre les maisons d'Alkiza. Cette centrale a été pionnière de l'actuelle Elektralkiza. L'électricité d'Alkiza a été produite par le ruisseau Mandabe jusqu'en 1971, lorsque la société Iberduero installa deux centres de transformation dans la municipalité.
La première voiture est arrivée à Alkiza le 2 novembre 1930, conduite par l'un des propriétaires de la papeterie Echezarreta, Larrion et Aristi de Irura.

## Organisation administrative

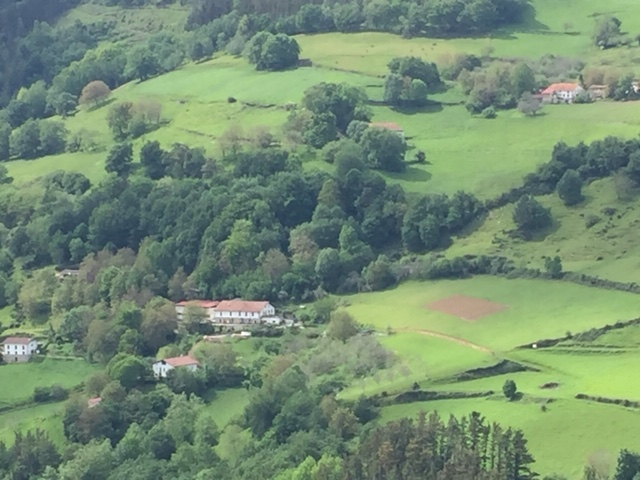
Quartier Aldapa: fermes Urruzola Txiki, Urruzola Azpi, Urruzola, Arpide et Arpidegain

En 1775, le conseil municipal a publié un décret qui organisait la collecte sur les terres communales de fougères, de feuilles mortes et autres fourrages similaires pour la litière de bétail. La municipalité y était divisée en quatre quartiers: Azaldegi, Aldapa, Arana Behea et Arana Goikoa. Le centre était situé dans la maison Otsamendi et la municipalité était divisée en quatre quarts pour effectuer cette distribution.
Au moment où les quotas pour le paiement du médecin local ont été établis en 1847, la municipalité était à nouveau divisée en quatre quartiers: Azalegi, Aldapa, Arana et Herriburua. En 1884, le quartier d'Aldapa a été divisé en deux: Aldapa et Hernio. Le quartier Sakamidra a été organisé en 1940, regroupant plusieurs fermes d'Arana et d'Azalegi.
En plus du cente urbain, appelé Plaza par les habitants, Alkiza est actuellement officiellement divisé en cinq quartiers: Aldapa (limite avec Larraul), Arana (zone plate de la route Anoeta), Azaldegi (des deux côtés de la route Asteasu), Hernio (au pied du massif de Hernio) et Sakamidra (adjacent au quartier Goi-bailara d'Anoeta).

## Démographie
Lors de la première documentation écrite sur Alkiza, c'est-à-dire au XIVe siècle, on estime qu'elle comptait environ 60 habitants; au début du XVIIe siècle, il y en avait environ 230 et lorsqu'elle a été devenue municipalité, environ 270. Au début du XIXe siècle, plus de 350 personnes vivaient à Alkiza. Les premières données exactes sur le nombre d'habitants datent du milieu du XIXe siècle. Le tableau suivant montre l'évolution de la population d'Alkiza depuis 1851.
Le graphique qui aurait dû être présenté ici ne peut pas être affiché car il utilise l'ancienne extension Graph, désactivée pour des questions de sécurité. Des indications pour créer un nouveau graphique avec la nouvelle extension Chart sont disponibles ici.

Depuis le début du XXe siècle, la population diminue progressivement, une décélération qui s'est accélérée lors des années 1960 jusqu'à la fin du siècle. Le nombre d'habitants a atteint le minimum en 2000, avec seulement 264.
Au début du XXIe siècle, la population d'Alkiza était comparable à celle qu'elle avait lorsqu'elle est devenue une municipalité. Cela a une explication simple tant du point de vue de la structure économique que familiale. À partir du milieu du XXe siècle, l'agriculture a cessé d'être le moteur de l'économie locale. Les Alkizarras ont commencé à travailler dans l'industrie et dans les services situés dans les villes voisines comme Asteasu, Anoeta ou Tolosa. Parallèlement, les familles nombreuses dont l'économie rurale avait besoin, ont commencé à diminuer, passant de six à sept enfants à seulement deux ou trois.

## Économie
Jusqu'au milieu du XXe siècle, la principale activité économique d'Alkiza a été l'agriculture et les activités connexes telles que la forge ou les moulins.
L'activité agraire s'est organisée autour de la ferme et a été largement une économie de subsistance. Les produits de premières nécessités pour vivre était produit principalement dans la ferme.
Alkiza a historiquement eu trois moulins : Igaran, dans le quartier d'Arana sur le ruisseau Mandabe, et Olaa et Goiko Errota dans le quartier d'Aldapa sur le ruisseau Aranguren. Ces deux derniers moulins étaient actifs jusqu'en 1953. Le maïs et le blé étaient la matière première.
Au XVIe siècle, la forge d'Egurrola, avait une activité très importante entre 1511 et 1615. La forge a été détruite par une grande inondation.

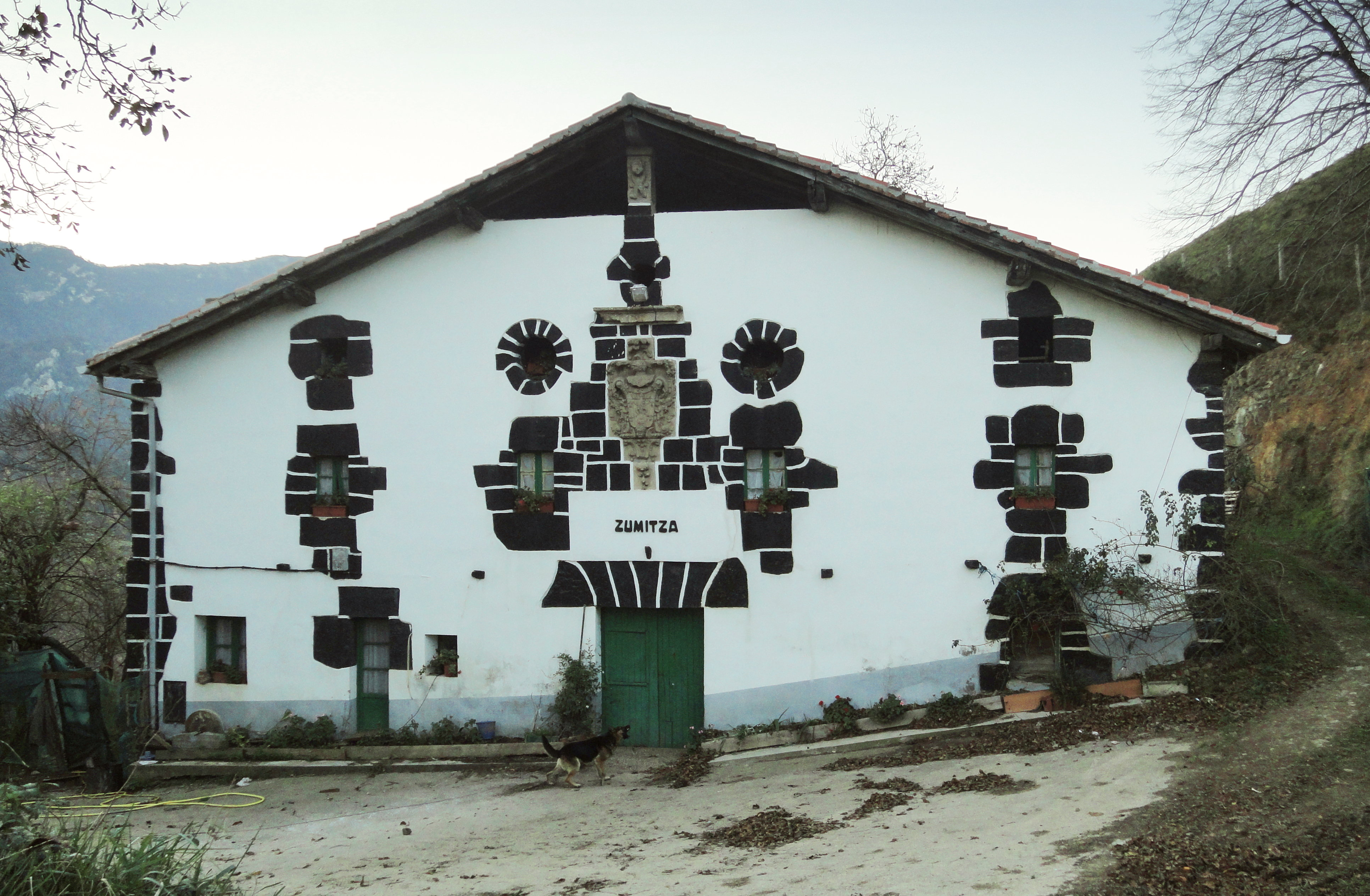
Ferme Zumitza, au quartier Sakamidra

La production du charbon de bois a été un complément monétaire important pour les agriculteurs d'Alkiza, qui ont vendu le charbon à l'industrie et aux foyers des municipalités voisines telles que Tolosa. Le bois des forêts d'Hernio est une matière première très adaptée à la fabrication du charbon de bois. Cette activité a façonné la structure des forêts d'Alkiza, imposant les hêtres têtards. Cette activité a perduré jusqu'au début des années 1960.
Entre 1945 et 1950, un groupe d'entrepreneurs, dont le maire d'Alkiza, Mateo Aranburu, ont construit un système de câbles, de poulies et de poteaux qui transportait le bois des forêts d'hêtres du rocher Zopite, dans la municipalité d'Alkiza, vers la ferme Konporta à Asteasu. Ce bois était vendu par les propriétaires du câble aux fours de la boulangerie.
Dans les dernières décennies du XXe siècle, Alkiza possédait une petite zone industrielle à côté du quartier Umanea d'Asteasu, qui n'est plus en activité. Baldosas Jarri était la principale entreprise locale.
À l'heure actuelle, il y a peu d'activité économique et la population active travaille principalement en dehors de la municipalité, principalement dans l'industrie et les services de la région. Il convient de noter la présence d'un groupe important de professeurs d'université parmi les résidents d'Alkiza.
En 2020, deux fermes, la maison de tourisme rural Lete, la cave de Txakoli Inazio Urruzola, le bar municipal, la mini-centrale hydroélectrique Elektralkiza et une entreprise d'affûtage composent le tissu productif d'Alkiza.

## Politique
Lorsqu'Alkiza a été déclarée ville, les villageois ont dû commencer à choisir les maires. Comme mentionné ci-dessus, le premier était Miguel de Irazusta, un architecte alkizarra basé à Madrid. Les ordonnances municipales ont établi que les maires successifs doivent résider dans la ville, de telle sorte que Jerónimo Alkizalete succèda à Irazusta. Jusqu'au milieu du XIXe siècle, les maires étaient élus dans les premiers jours de l'année et pour être candidats, ils devaient être nobles et propriétaires d'une ferme de première catégorie. Les maires étaient choisis pour un an, bien qu'il y ait quelques exceptions, par exemple Gregorio Arantzabe a été choisi pour 1808 et 1809.
En 1845, après la Première Guerre carliste, le système électoral a changé et, entre autres, le mandat des maires a été prolongé.

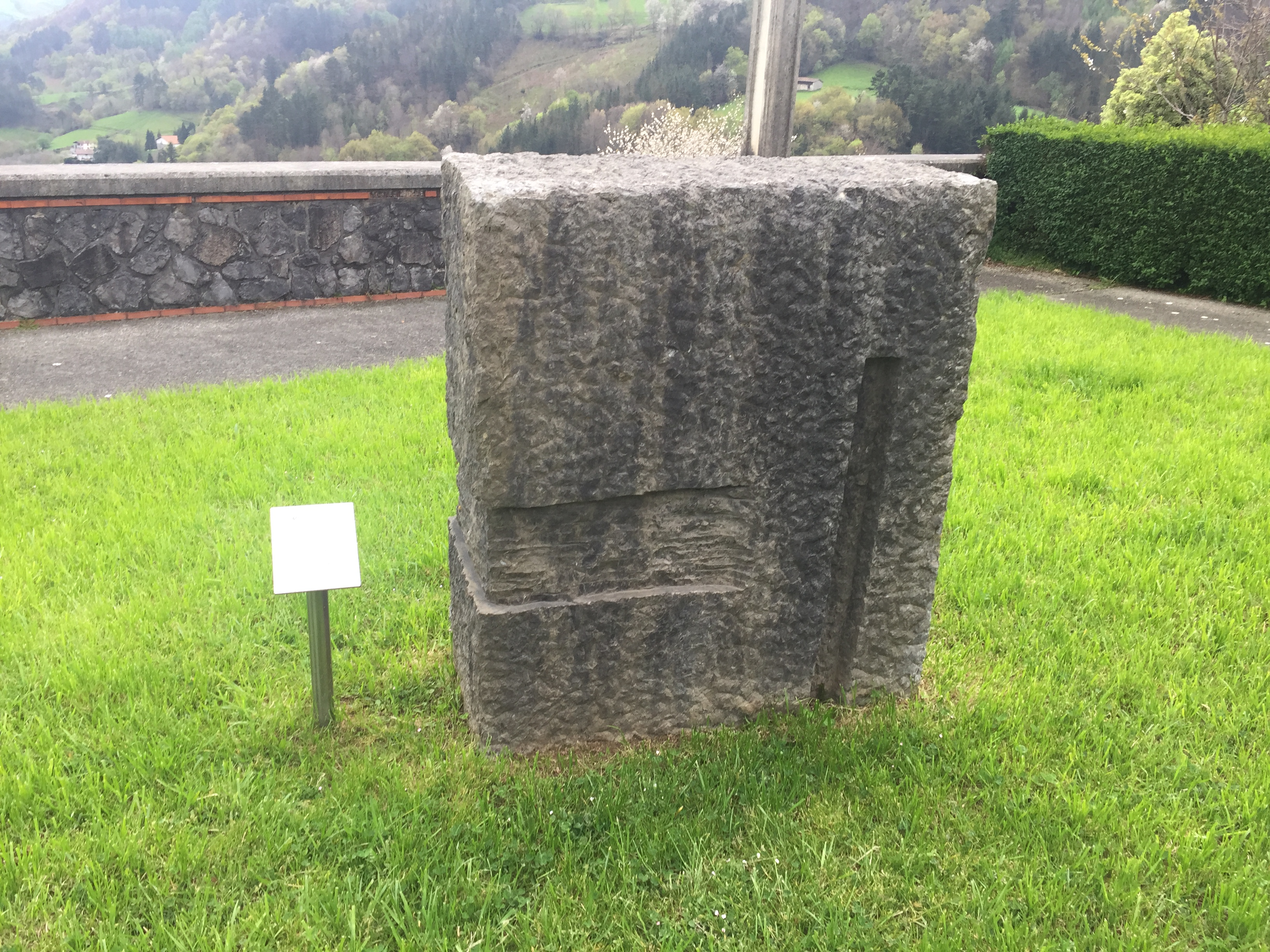
Monument à la mémoire d'Antonio Zubiaurre, œuvre de Koldobika Jauregi

En 1931, lors des élections municipales qui ont conduit à la proclamation de la Deuxième République Espagnole, Krispin Sorarrain va être élu maire jusqu'en 1934. José Tolosa le suit. Le 27 août 1936, après le déclenchement de la guerre civile espagnole, le Comité de Burgos, fidèle aux comploteurs du coup d'État, a procédé à la destitution de José Tolosa et des autres conseillers municipaux: Krispin Sorarrain, José Luis Iruretagoiena et Simón Ugalde, et nommé maire, Matías Aranburu, Pantaleón Iruretagoiena, maire adjoint et Juan Bautista Altuna, Francisco Uzkudun, Pedro Otegi et Juan Cruz Urruzola conseillers.
À la fin du régime de Franco, lors des premières élections municipales de 1979, Bittor Sorarrain Lasa, neveu de Krispin, a été élu maire de la liste indépendante Alkizako Herriaren Alde. Antonio Zubiaurre Otegi a été maire de la ville de 1983 jusqu'à sa mort en 2004, au nom d'Euskadiko Ezkerra d'abord et de la liste indépendante Alkizako Abertzale Ezkertiarrak depuis 1995. En 2004, Jon Roteta a pris possession du bureau du maire et est resté en fonction jusqu'en 2011. Aux élections de 2011 et 2015, Jon Umérez Urrezola a été élu maire et Inaki Irazabalbeitia Fernández aux élections de 2019. Depuis 1995, tous les élus d'Alkiza sont issus de la liste Alkizako Abertzale Ezkertiarrak.
Lors des élections au Parlement du Guipuscoa, au Parlement basque, aux Cortes et au Parlement européen, le vote des candidats nationalistes basques dépasse de loin 80% des suffrages exprimés.

## Éducation

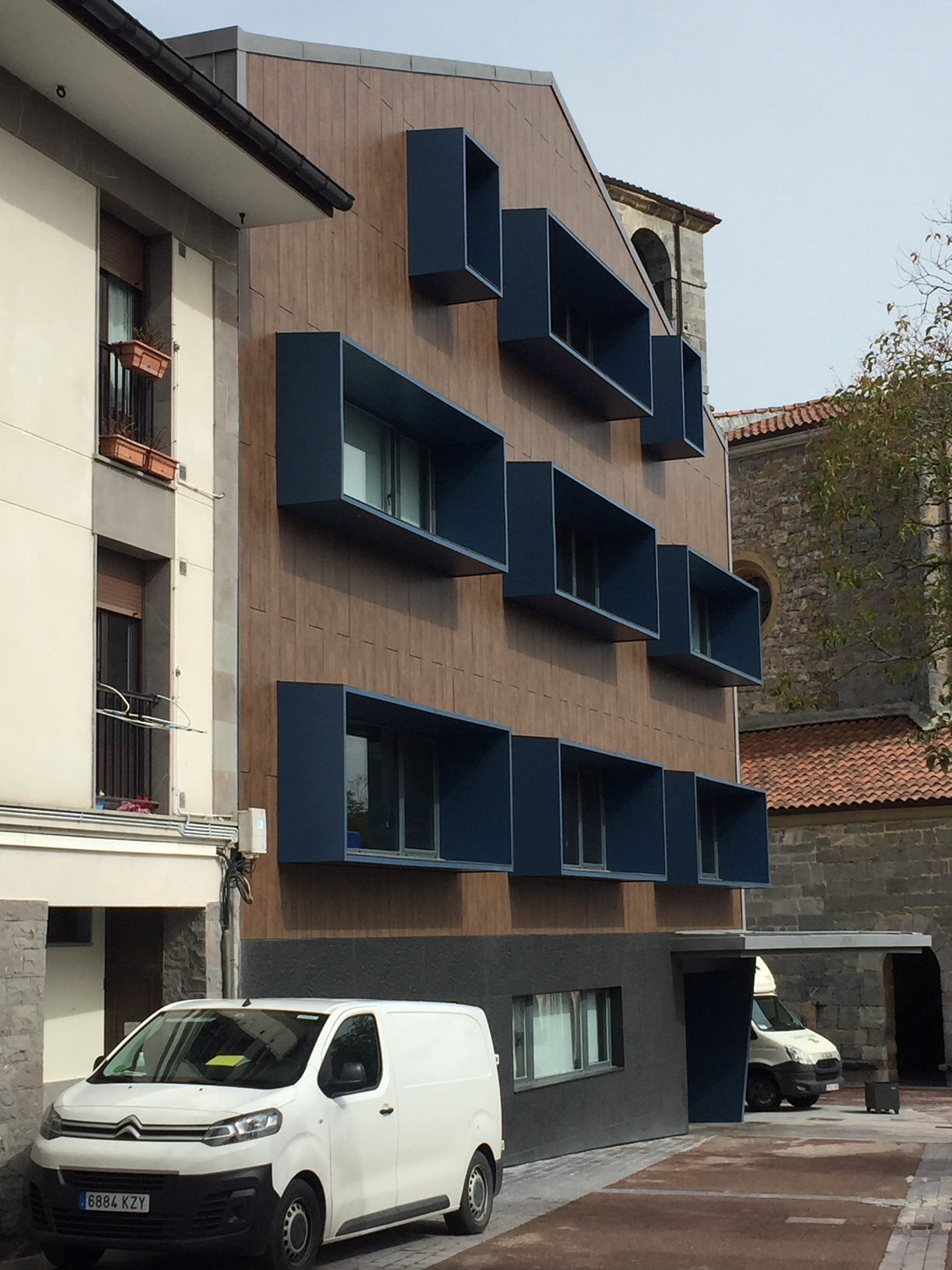
Nouveau bâtiment de l'école (2020)

Peu de temps après avoir été déclarée ville, la mairie d'Alkiza a décidé de s'occuper de l'éducation de ses concitoyens. En 1749, dans l'accord avec le premier notaire résident de la ville, Francisco Ignacio Larrunbide, il est mentionné que ledit notaire devait enseigner la lecture et l'écriture. Il en fut ainsi jusqu'en 1797, lorsque le conseil municipal nomma le premier enseignant qui n'était pas notaire: Juan Antonio Irazusta. L'accord qu'il a signé avec le conseil municipal fait le détail de ses obligations et ses droits: enseigner la doctrine chrétienne aux enfants et à lire, écrire et compter. Sauf dans le cas des familles pauvres, toutes les familles payaient l'enseignant avec du blé. Il recevait également le salaire stipulé par le conseil municipal. L'école était située dans le bâtiment de la mairie. L'enseignant avait également pour fonction de veiller à l'horloge du clocher de l'église paroissiale.
En 1816, les frères et villageois Juan Bautista et José Antonio Legarra font reconstruire la maison Migelena, située à côté de la mairie. L'école était située dans cette maison et le curé Juan Bautista Legarra a été enseignant entre 1822 et 1843. En plus, Juana María Aranburu a été nommée enseignante pour enseigner aux filles en 1823. Dans le testament de Juan Bautista Legarra en 1845, le bâtiment de l'école, déjà connu sous le nom de Donjuanena, a été cédé au conseil municipal pour servir d'école.
L'école était dans ce bâtiment jusqu'en 1930, quand une nouvelle a été construite sur le terrain de la maison Madrigal.
En mars 2020, un nouveau bâtiment construit par le ministère de l'Éducation du Gouvernement basque a été ouvert, il vient remplacer l'ancien qui était devenu petit et obsolète.
L'école d'Alkiza offre une éducation préscolaire et primaire. Au cours de l'année académique 2019-2020, 53 élevés au total y était inscrits.

## Langue
À Alkiza, selon les données de 2016, 88,8 % de la population est bascophone et l'utilisation sociale de la langue est de 83,6 %, données mesurées en 2017. L'école de la ville forme les élèves au modèle D, dans lequel la langue véhiculaire est le basque.
Le conseil municipal est depuis décembre 2019 membre du Communauté des Communes Bascophones (UEMA).
À Alkiza on parle la variante de Tolosaldea du dialecte Guipuscoan, mais en raison de l'utilisation du basque unifié à l'éducation et aux médias et des contacts plus fréquents avec les locuteurs d'autres dialectes, les jeunes générations parlent une variante plus hybride.
Le portail Ahotsak possède des enregistrements de 8 personnes, 5 hommes et 3 femmes nées entre 1917 et 1941, qui sont des témoignages du basque traditionnel d'Alkiza.

## Culture
Alkiza est une municipalité de grande activité culturelle. Tout au long de l'année, de multiples activités culturelles telles que des conférences, des spectacles musicaux, des expositions et du théâtre sont organisées. Deux semaines culturelles sont également organisées, l'une à la San Isidore et l'autre à la San Martín.
D'autre part, il convient de noter qu'entre 2008 et 2010 a été développé un projet culturel développé par les habitants appelé Itxurain, dont l'objectif était de collecter le patrimoine socio-ethnographique et culturel de la ville et de le projeter dans le futur comme l'un des piliers des signes de l'identité communautaire. Au total, 4 projets ont été réalisés avec la participation de l'école et de dizaines de villageois.
L'initiative Sormenaren Kabia (Nid créatif) est en cours depuis 2018. Chaque année, elle offre à deux artistes une bourse, un espace de création artistique et les conseils de Koldobika Jauregi lors de leur séjour à Alkiza.
D'autre part, à côté de la route Asteasu, dans le quartier d'Azaldegi, se trouve le musée Ur Mara, conçu et géré par le sculpteur Koldobika Jauregi et sa femme, la créatrice de bijoux Elena Cajarabille. En cela, en plus du travail de Koldobika et Elena, il rassemble également celui d'autres artistes. Il propose également un programme annuel de concerts, d'expositions et d'ateliers.
Le peintre Juan Luis Goenaga a son atelier dans la ferme Aritzategibarrena dans le quartier d'Hernio.

## Patrimoine

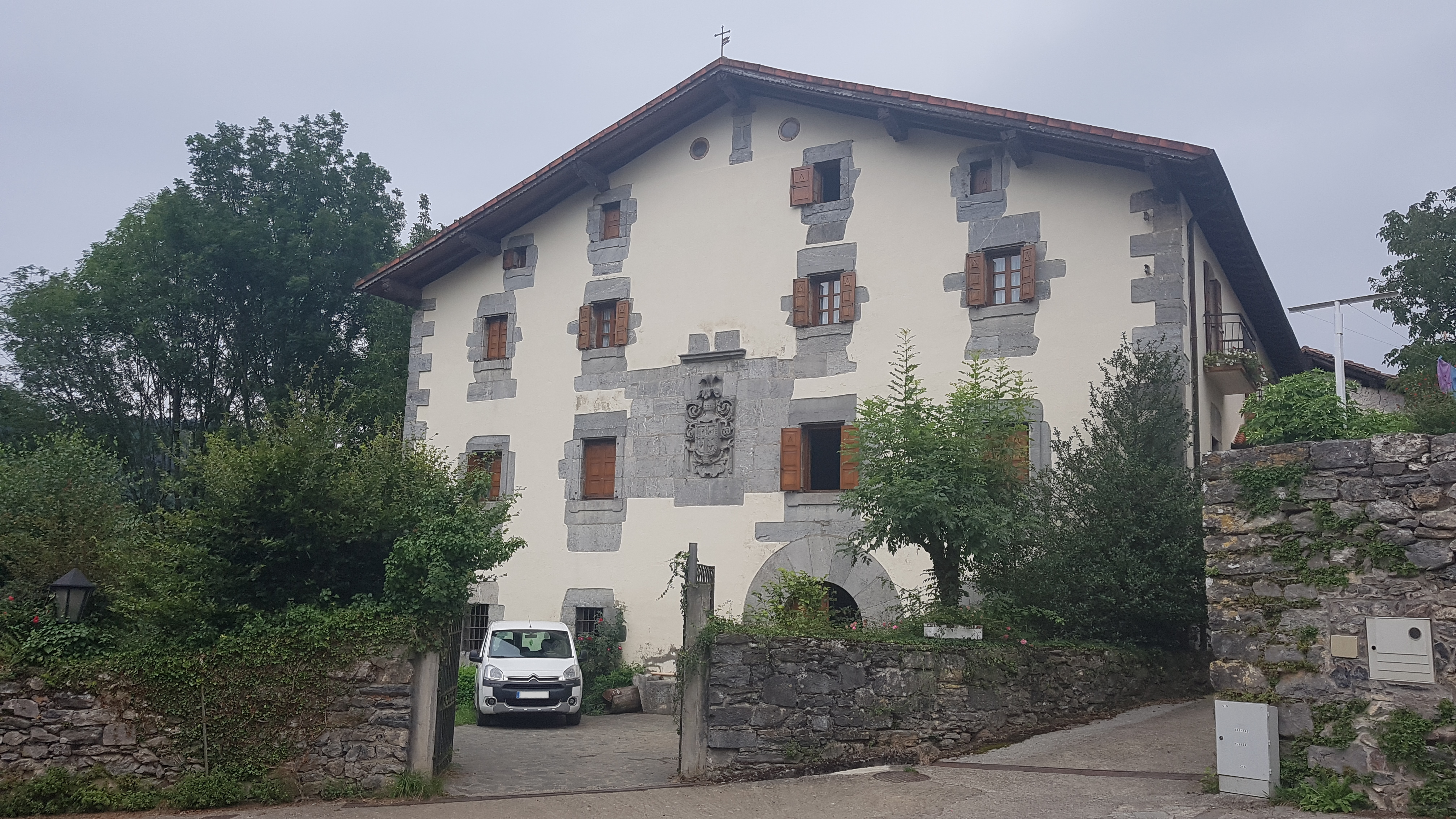
Maison Alkizalete ou Lete

### Ferme Alkizalete ou Lete
La ferme Alkizalete ou Lete a été déclarée bien culturel avec la catégorie Monument. Il est d'origine médiévale, il possède une arche semi-circulaire et des toiles de sol de style gothique, ainsi que des piliers et des poutres en bois du XVIe siècle. La date de 1212 est gravée sur les armoiries de la façade. La maison actuelle est un édifice baroque du XVIIIe siècle.

### Église de Saint-Martin de Tours
L'église paroissiale de Saint-Martin de Tours est de style gothique et a acquis sa forme actuelle dans la seconde moitié du XVIe siècle. Le bâtiment d'origine n'avait pas de tour, car construite au XVIIe siècle.
Le premier retable de l'église de Saint-Martin a été considéré par certains comme l'œuvre du sculpteur Joanes Antxeta. Cependant, l'auteur était le sculpteur de Soravilla Joanes de Arbeiza. En tout cas, il est documenté qu'Antxeta a été sollicité pour venir à Alkiza afin de parler du retable, l'hypothèse principale étant qu'il ne travaillait qu'en tant que consultant.

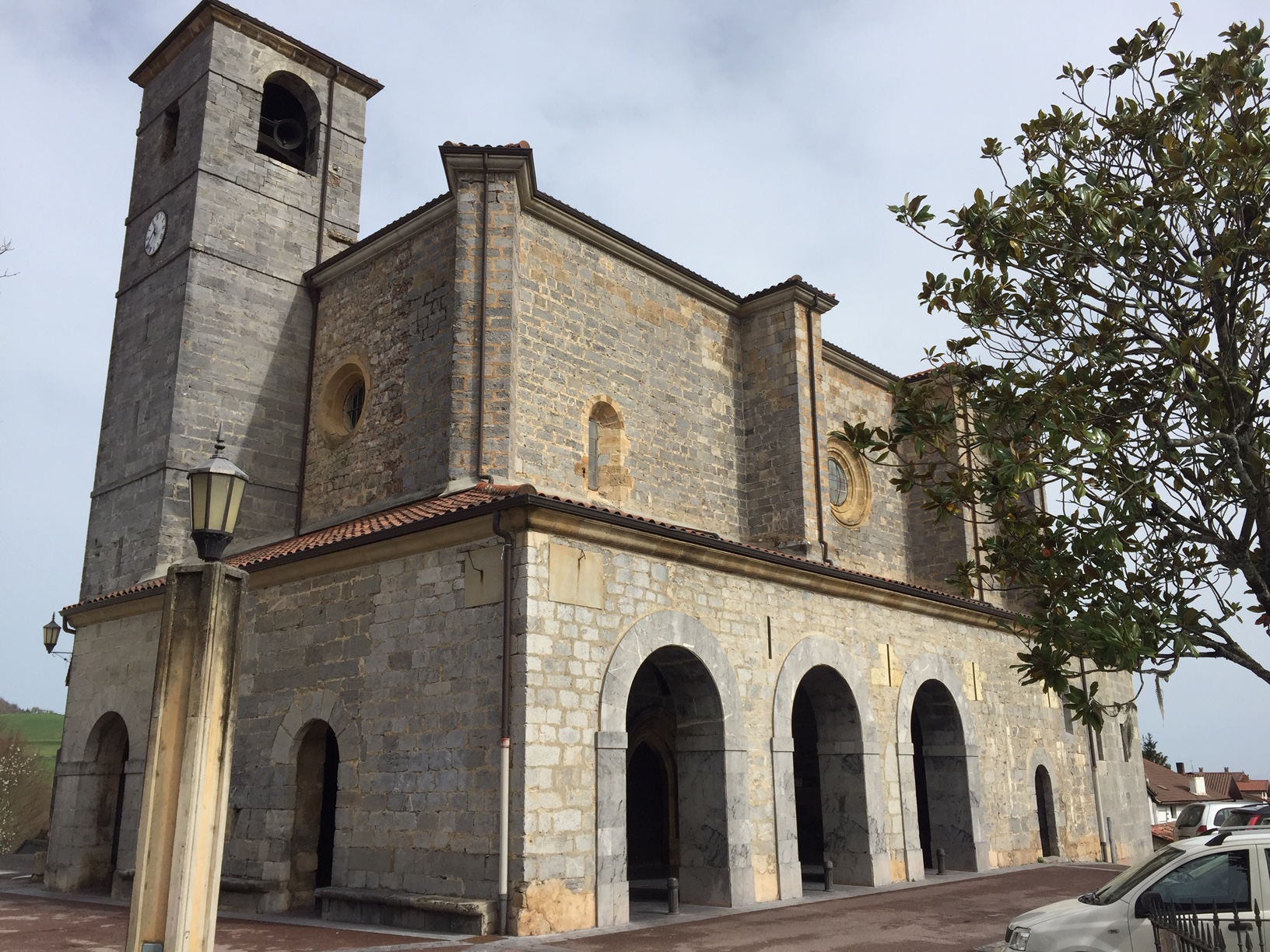
L'église paroissiale de Saint-Martin de Tours

De même époque, le tabernacle de l'église est l'œuvre d'Ambrosio Bengoetxea, enfant du village. Il se trouve actuellement au Musée diocésain de Saint-Sébastien, où il a été amené pour être restauré au début des années 1980.
La tour et la sacristie de l'église ont été construites entre 1688 et 1700.
Le retable actuel de l'église est l'œuvre de Miguel de Irazusta, un architecte alkizarra basé à Madrid. Il a reçu une commande en 1724 et l'a terminée avec sa nomination comme premier maire de la ville. À l'époque du curé Juan de Irazusta, cousin de Miguel, entre 1755 et 1772, des améliorations importantes ont été apportées à l'église: la voûte du chœur, le nouveau sol de l'église et le portique ont été construits et une horloge a été installée dans la tour. Cette horloge a été réformée en 1841 et 1932.
L'orgue de l'église date de 1928.
Entre 1998 et 2000, l'église de San Martín a subi une profonde restauration qui a été en partie financée par des fonds de l'Union européenne.

### Ermitages de Saint-Jacques et de la Sainte-Croix
Il n'y a pas de données sur la date de construction de l'ermitage de Saint-Jacques. Actuellement, il forme un complexe avec le cimetière, à côté du parking local. Dans l'ancienne documentation, on l'appelait aussi hôpital. La première mention documentée de l'ermitage date de 1528. Le nom de l'hôpital a encouragé Luis Pedro Peña Santiago à spéculer qu'une partie du Chemin de Saint-Jacques aurait pu passer par Alkiza.

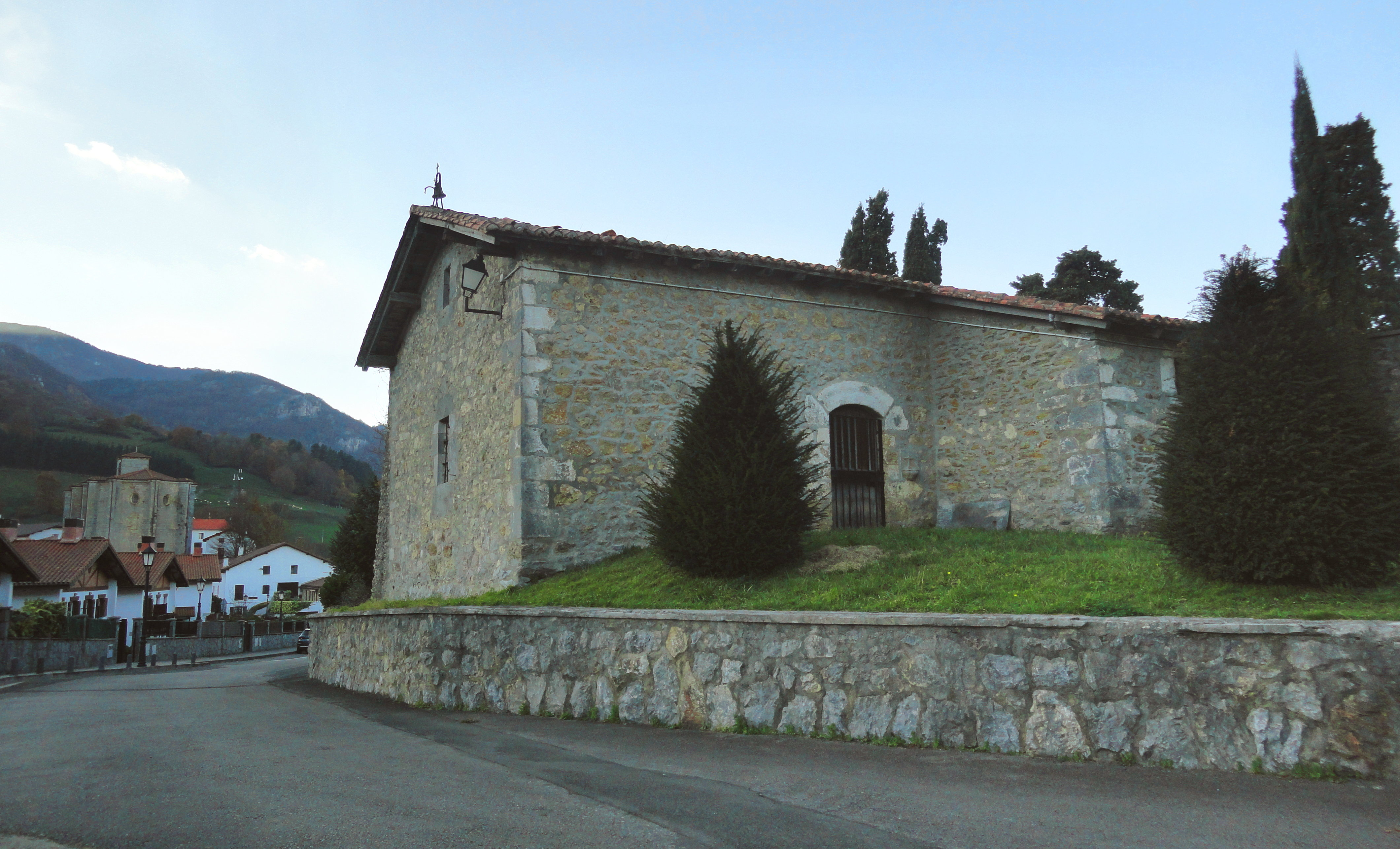
Ermitage de Saint-Jacques

Il était assez courant que les habitants d'Alkiza fassent des dons à l'ermitage dans leurs testaments. D'autre part, en 1762, la paroisse de Saint-Martin a chargé l'architecte Martín Carrera de construire un calvaire de l'église à l'ermitage. Il n'y a pas de données sur sa date de construction, mais actuellement une demi-douzaine de croix est toujours en place.
Quelques années après la commission à Carrera, le 22 juin 1771, l'évêché de Pampelune interdit de donner la messe à l'ermitage car il se trouve dans une situation architecturale précaire. Cette interdiction a duré jusqu'en 1832. Cette même année, l'évêché a autorisé la restauration de l'ermitage puisque la décision avait été prise de démolir l'autre ermitage de la ville, l'ermitage de la Sainte-Croix.
Des messes ont eu lieu à l'ermitage de Saint-Jacques jusqu'en 1977 et la procession du Vendredi Saint qui commençait à la paroisse et qui finissait à l'ermitage s'est poursuivie jusqu'en 1979. Actuellement, l'ermitage est désacralisé.
L'ermitage de la Sainte-Croix était à une demi-heure de marche du centre-ville et à 520 mètres d'altitude. L'ancien chemin d'Alkiza à Hernio passe par ses ruines. La première mention documentée de cet ermitage date de 1528. En 1832, sa démolition a été autorisée par l'évêché de Pampelune, alléguant qu'il était loin du centre urbain et qu'il avait des murs tombés.

### Cimetière
Jusqu'au début du XVIIIe siècle, les morts étaient enterrés dans l'église de Saint-Martin. Le cimetière lui-même a été construit en 1708 à côté de l'ermitage de Saint-Jacques. Pendant plus d'un siècle, les morts ont été enterrés, de façon interchangeable, dans l'église paroissiale ou dans le cimetière. À partir de 1828, le cimetière a été le seul endroit pour enterrer les morts.
Le cimetière a été géré par la paroisse de Saint-Martin jusqu'en 1885 lorsque le conseil municipal a investi 550 pesetas pour son expansion. De là, le conseil municipal a géré l'infrastructure. En 1945, le cimetière a été agrandi et acquis avec la configuration actuelle.
En février 1926, les ossements des personnes qui y avaient été enterrées dans l'ermitage ont été transférés de la paroisse Saint-Martin au cimetière.

### Fronton
La pelote est pratiqué depuis très longtemps à Alkiza, comme l'indique la toponymie mineure: par exemple dans les noms de parcelles comme Pelotaleku (endroit où on joue la pelote) ou Mendiola-pelota-lekuazpia (en dessous du lieu où joue la pelote à Mendiola). La première référence documentée apparaît dans les ordonnances de 1735, où la pratique du jeu était interdite dans le portique de l'église pendant les heures de culte.

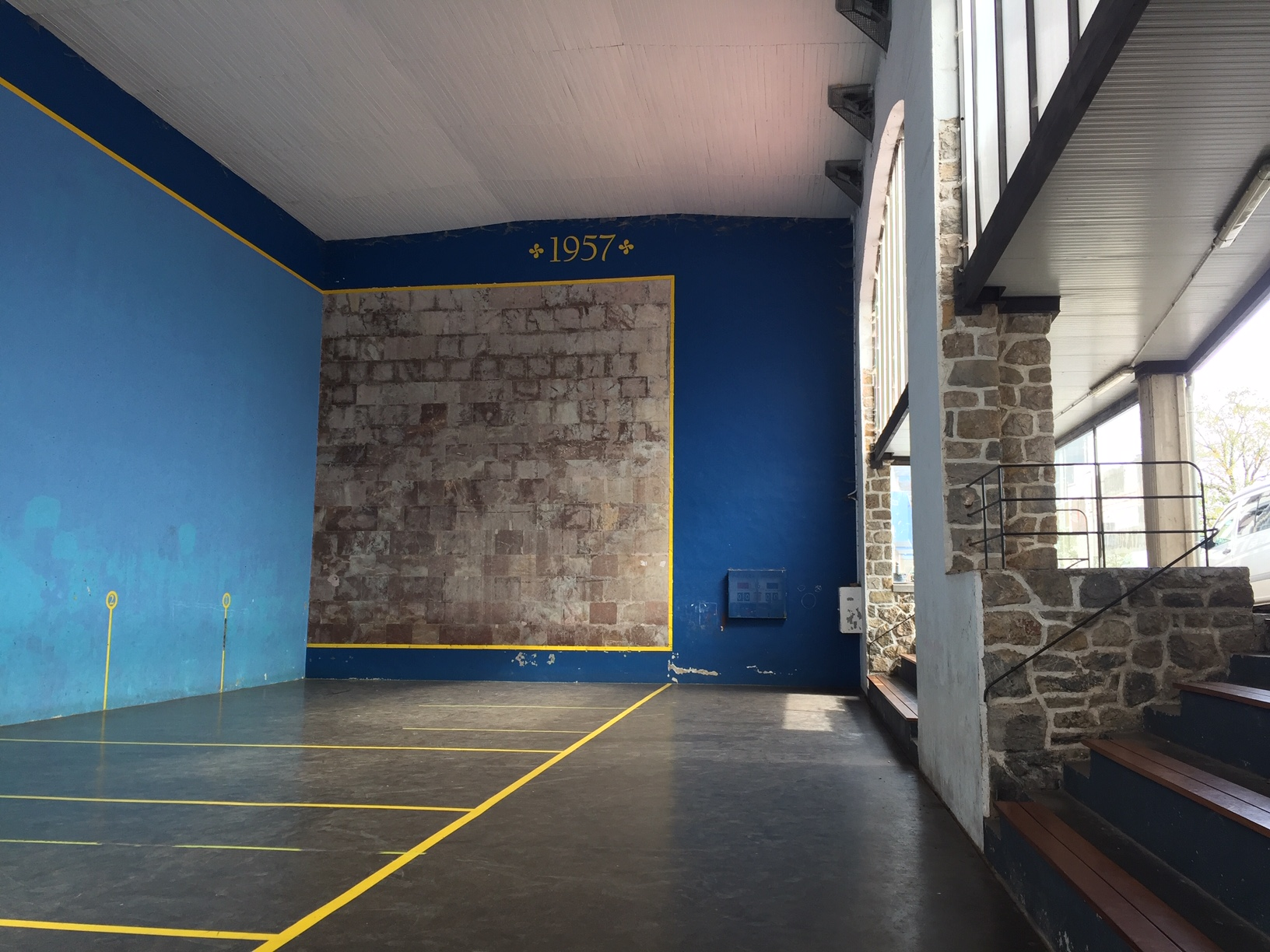
Fronton couvert (1957)

Cependant, le premier fronton avec mur à gauche n'a été construit qu'en 1922, financé par la papeterie Echezarreta, Larrion et Aristi de Irura, dans le cadre de l'opération de construction de la centrale hydroélectrique Elektralkiza. Le mur à gauche a été construit contre l'église de Saint-Martin et la façade devant la ferme de Katalandegi. C'était un travail important, car il n'y avait pas de fronton avec un mur gauche dans toutes les villes. Le pelotari local Telesforo Arregi commente ce qui suit dans une interview réalisée en 2003:
«Dans les villes voisines, il n'y avait pas de fronton avec un mur à gauche et celui qui avait le goût… tous à Alkiza. Depuis Hernialde, depuis Asteasu. À Asteasu, il n'y avait qu'un petit portique ... »
Le fronton couvert actuel a été inauguré le 15 décembre 1957. Il a été construit par le Conseil provincial du Guipuscoa dans le cadre de la Journée des municipalités du Guipuscoa. Dans le match d'ouverture, Atano X et Atano IX ont battu Atano III et Atano IV 20-17.
Étant l'un des rares frontons couverts au Guipuscoa, il y avait un grand afflux d'étrangers venant jouer, jusqu'à ce que dans les années 1980, des frontons couverts commencent à être construits dans toutes les villes de la province.

### Autres lieux d'intérêt
- Des éléments du patrimoine ethnographique d'Alkiza tels que le four à chaux d'Intxarraundiaga, les fontaines-lavoirs d'Altzorbe et d'Etxabeguren Berri, le système de canaux de collecte d'eau du moulin Oraa, les chaussées d'Illumbe, d'Askantxo et de Lakapide, le barrage d'Elektralkiza et le mur du jardin de la ferme Mariategi.
- Centre d'interprétation Fagus-Alkiza. C'est la porte de l'aire de conservation spéciale Hernio-Gazume (réseau Natura 2000).

## Personnalités
- - Martin Díez Liatzasolokoa (1500-1583), sculpteur
  - Ambrosio Bengoetxea (1551-1625), sculpteur et retabliste.
  - Miguel de Irazusta (1665-1743), sculpteur et architecte.
  - Joan Bautista Intxaurrandiaga (1680?-1747), tailleur de pierre
  - Juan Irazusta (1688-1772), écrivain.
  - Joan Elias Intxaurrandiaga (1735-1800?), sculpteur.
  - Antonio Sorrarrain (1928-2011), écrivain.
  - Pello Joxe Aranburu Ugartemendia (1936-), enseignant et écrivain.
  - Juan Luis Goenaga (1950-), peintre.
  - Inaki Irazabalbeitia (1957-), écrivain, politicien et activiste de la culture basque
  - Koldobika Jauregi (1959-2024), sculpteur.
  - Barbara Goenaga (1983-), actrice.

### Sources
- (eu) Cet article est partiellement ou en totalité issu de l’article de Wikipédia en basque intitulé « Alkiza » (voir la liste des auteurs).